# The Gentle Storm
I The Gentle Storm sono stati un gruppo musicale symphonic metal olandese, attivo tra il 2014 e il 2015 e creato dal polistrumentista e cantautore Arjen Anthony Lucassen e dalla cantautrice Anneke van Giersbergen.

## Storia del gruppo
Lucassen ebbe già modo di collaborare con la van Giersbergen alla realizzazione di alcuni brani contenuti in Into the Electric Castle, album del 1998 degli Ayreon, progetto musicale ideato da Lucassen stesso. I due tornarono a collaborare nove anni più tardi per la stesura di alcuni brani pubblicati l'anno seguente nel settimo album degli Ayreon, 01011001.
Il 22 aprile 2014, attraverso la pagina Facebook degli Ayreon, Lucassen rivela la collaborazione con la van Giersbergen sulla creazione di un «doppio concept album epico, una combinazione di "musica classica [che] incontra [il] metal" e "folk acustico"», aggiungendo successivamente che Ed Warby avrebbe curato le parti di batteria e che sarebbe stato presente per la prima volta il contrabbasso in un suo album. Durante il mese di agosto è stato rivelato che le parti di basso sono state curate da Johan van Stratum degli Stream of Passion (gruppo nel quale ha militato anche Lucassen), oltre al fatto che Warbie ha dovuto registrare una seconda volta le parti di batteria a causa di «imprevisti».
Dopo aver annunciato pubblicamente la nascita del gruppo, i due artisti hanno firmato un contratto con la Inside Out Music, con la quale hanno pubblicato l'album di debutto The Diary, usciti agli inizi del 2015.

## Formazione
- Anneke van Giersbergen – voce
- Arjen Anthony Lucassen – strumentazione

## Discografia

### Album in studio
- 2015 – The Diary

### Extended play
- 2015 – Exclusive Tour CD